# Насыров, Гиният Галиакберович
Гиният Галиакберович Насыров (5 января 1929 года — 11 июня 1980 года) — агроном совхоза «Башкирский» Зилаирского района Башкирской АССР, Герой Социалистического Труда.

## Биография
Гиният Галиакберович Насыров родился 5 января 1929 г. в д. Мурзакаево Зилаирского кантона.
Образование — среднее специальное, в 1954 г. окончил Стерлитамакскую сельскохозяйственную школу.
Трудовую деятельность начал в 1941 г. в колхозе имени Карла Маркса Баймакского района Башкирской АССР. В том же году его назначили бригадиром комсомольско-молодёжного звена.
Звено, руководимое Г. Г. Насыровым, в первый же год (1941) добилось с закреплённого участка хороших урожаев. На следующий год было решено намного увеличить отдачу земли. Так, весной дважды проведено перекрёстное боронование, очищены поля от сорняка, вывезено в достаточном объёме перегноя, произведена культивация с боронованием. В 1943 г. на этой площади перекрёстным способом звено посеяло отсортированные семена со всхожестью 98 процентов. Уборка показала эффективность проделанной агротехники — с 11 гектаров собрали урожай по 30,7 центнера, а с остальной площади — по 24 центнера.
За получение в 1947 г. рекордного урожая зерновых культур — 30,7 центнера с гектара Указом Президиума Верховного Совета СССР от 2 апреля 1948 г. Г. Г. Насырову присвоено звание Героя Социалистического Труда.
В 1948—1949 годах Гиният Гайфуллинович учился в сельскохозяйственной школе в с. Толбазы Аургазинского района Башкирской АССР. В 1949—1952 гг. — участковый агроном Баймакской машинно-тракторной станции. В 1952 г. направлен на учёбу в Стерлитамакскую сельскохозяйственную школу. В 1954—1961 гг. — агроном, полевод в колхозе имени Карла Маркса Баймакского района, в 1961—1980 гг. — агроном-семеновод, главный агроном, агроном отделения в зерносовхозе «Башкирский» Зилаирского района.
Гиният Галиакберович Насыров умер 11 июня 1980 г.

## Награды
- Герой Социалистического Труда (1948)
- Награждён  орденом Ленина

## Память
Именем Г. Г. Насырова  названы улицы в с. Матраево Зилаирского района, Баймаке и с. Яратово Баймакского района Республики Башкортостан.
На здании сельского Дома культуры с. Яратово Баймакского района установлена мемориальная доска.